# Ammannia icosandra
Ammannia icosandra är en fackelblomsväxtart som först beskrevs av Karl Theodor Kotschy och Peyr., och fick sitt nu gällande namn av S.A.Graham och Gandhi. Ammannia icosandra ingår i släktet Ammannia och familjen fackelblomsväxter. Inga underarter finns listade i Catalogue of Life.